# 四齿藓目
四齿藓目（学名：Tetraphidales）是真藓纲下的一个目。

## 下属分类
本目包括以下科：
- 美灯藓科 Calomniaceae
- Georgiaceae
- 四齿藓科 Tetraphidaceae